# MarJon Beauchamp
MarJon Beauchamp (* 12. Oktober 2000) ist ein US-amerikanischer Basketballspieler.

## Werdegang
Der aus Yakima (US-Bundesstaat Washington) stammende Beauchamp spielte als Schüler Basketball für die Mannschaften der Nathan Hale High School in Seattle, dann der Garfield High School, der Rainier Beach High School sowie schließlich der Dream City Christian School in Glendale (Bundesstaat Arizona). Ein hernach angestrebter Aufenthalt in San Francisco, um mit einem NBA-erfahrenen Trainer zusammenzuarbeiten, scheiterte wegen der Covid-19-Pandemie. Notgedrungen ging Beauchamp in seine Heimatstadt zurück und schrieb sich am Yakima Valley College ein. Er bestritt in der aufgrund der Pandemie verkürzten Saison 2020/21 zwölf Spiele für die Hochschulmannschaft und erzielte im Mittel 30,7 Punkte sowie 10,5 Rebounds je Begegnung.
Anschließend entschloss sich Beauchamp zum Wechsel ins Profilager, nahm ein Angebot der in Kalifornien ansässigen Mannschaft NBA G League Ignite an, um zu versuchen, über diesen Weg den Sprung in die NBA zu schaffen. Dank guter Leistungen (15,7 Punkte, 6,4 Rebounds je Begegnung) in der Spielzeit 2021/22 wurden NBA-Mannschaften auf ihn aufmerksam, die Milwaukee Bucks wählten ihn letztlich beim Draftverfahren im Juni 2022 aus und nahmen ihn unter Vertrag. Im Februar 2025 wurde er an die Los Angeles Clippers abgegeben und nach drei Einsätzen von den Kaliforniern aus dem Aufgebot gestrichen. Anfang März 2025 wurde er von den New York Knicks verpflichtet.

## Karriere-Statistiken

### NBA

#### Hauptrunde
| Saison  | Team      | GP  | GS | MPG  | FG%  | 3P%  | FT%  | RPG | APG | SPG | BPG | PPG |
| ------- | --------- | --- | -- | ---- | ---- | ---- | ---- | --- | --- | --- | --- | --- |
| 2022–23 | Milwaukee | 52  | 11 | 13.5 | .395 | .331 | .730 | 2.2 | 0.7 | 0.4 | 0.1 | 5.1 |
| 2023–24 | Milwaukee | 48  | 1  | 12.7 | .488 | .400 | .679 | 2.1 | 0.6 | 0.3 | 0.1 | 4.4 |
| Gesamt  | Gesamt    | 100 | 12 | 13.1 | .433 | .355 | .708 | 2.1 | 0.7 | 0.3 | 0.1 | 4.8 |

#### Play-offs
| Saison  | Team      | GP | GS | MPG | FG%  | 3P%   | FT%  | RPG | APG | SPG | BPG | PPG |
| ------- | --------- | -- | -- | --- | ---- | ----- | ---- | --- | --- | --- | --- | --- |
| 2022–23 | Portland  | 2  | 0  | 2.5 | .667 | 1.000 | —    | 0.5 | 0.0 | 0.0 | 0.0 | 2.5 |
| 2023–24 | Milwaukee | 4  | 0  | 2.5 | .250 | .000  | .500 | 0.3 | 0.5 | 0.0 | 0.0 | 0.8 |
| Gesamt  | Gesamt    | 6  | 0  | 2.5 | .429 | .333  | .500 | 0.3 | 0.3 | 0.0 | 0.0 | 1.3 |